# Waldemar Santana
Waldemar Santana (Salvador, 28 de outubro de 1929 — agosto de 1984) foi um lutador de boxe, luta livre, jiu-jitsu, capoeira e vale-tudo brasileiro que, junto com a Família Gracie ajudou a difundir as lutas esportivas pelo país, principalmente jiu-jitsu e vale-tudo.

## História
Originalmente ele trabalhava e treinava na academia da Família Gracie. Certo dia, após vários anos com os Gracie foi convidado para fazer uma luta num esquema tradicionalmente conhecido como Telecatch, luta livre patrocinada pela rede de lojas Imperatriz das Sedas, onde as lutas eram armadas. Hélio Gracie não permitiu que Waldemar lutasse, e foi assim que eles se separaram. Waldemar Santana desafiou Hélio para um vale-tudo e algum tempo depois Waldemar foi também desafiado pelo jovem Carlson Gracie.

## Desafio contra Helio Gracie
A grande luta do século, a batalha sangrenta, dois homens, dois destinos e duas histórias.
Ambos entraram no ringue de kimono, mesmo a luta sendo nas regras do vale-tudo, Waldemar Santana 25 anos, 94 kg, e Hélio Gracie, 42 anos, 67kg. A luta teve duração recorde para um vale tudo, tendo duração de 3 horas e 45 minutos. Muito mais pesado e mais forte, o jovem Waldemar ficou a maior parte por cima, castigando Hélio de dentro da guarda, mas Hélio valente e o lutador mais técnico do jiu-jitsu da historia resistiu bravamente até que já exausto foi levantado acima da cabeça por Waldemar e arremessando-lhe ao tablado. Sem o seu famoso e conhecido reflexo, uma de sua maiores armas prejudicado pela exaustão, Hélio demorou muito tempo para girar e se defender, foi quando Waldemar acertou um tiro de meta em cheio em seu rosto, fazendo o apagar, e assim vencendo a luta por nocaute, se tornando o primeiro e único lutador a nocautear o seu grande e eterno mestre Hélio. Até hoje a cena é lembrada em tom dramático por quem a presenciou:
Enquanto Hélio era retirado do ringue, carregado por seu irmão Carlos, seus sobrinhos Carlson, Róbson e alguns amigos, alunos e admiradores da Família Gracie, ainda atônitos, se agitavam, discutiam com os poucos defensores de Waldemar e o ginásio da Associação Cristã de Moços (ACM) se transformou em um barril de pólvora prestes a explodir. Não fosse a intervenção da Polícia Militar, o ginásio da ACM poderia ter dado lugar a uma verdadeira batalha campal.
Os Gracie não deixaram barato e o desafio lançado por Carlson a Waldemar, ainda quando seu tio Hélio era socorrido no ringue, seria levado à cabo seis meses depois da luta do século. Começava ali uma rivalidade entre os Gracie e os Santana que, durante anos, alimentaria o noticiário esportivo.

## A revanche contra Carlson Gracie
A ideia da família Gracie era fazer um vale-tudo entre Carlson e Waldemar, mas depois da repercussão do confronto na ACM não houve espaço para isso. O vale-tudo andava proibido já na época da luta entre Hélio e Waldemar. Após o combate, boa parte da imprensa classificou o confronto como selvageria e as autoridades proibiram de vez eventos do gênero no Rio de Janeiro.
Com o vale-tudo proibido, a solução encontrada para colocar Carlson e Waldemar frente a frente foi promover um desafio de jiu-jitsu.
Mas a luta era tão esperada que o confronto foi realizado no Maracanãzinho. Em novembro de 1955, seis meses após a derrota de Hélio, o Leopardo subia ao ringue no primeiro de uma série de seis lutas que faria contra Carlson Gracie. Para a decepção das 30 mil pessoas que lotaram o ginásio, não houve vencedor. Carlson, apesar de mais técnico, não conseguiu suplantar a superioridade física de Waldemar e, após cinco rounds de 10 minutos, o empate foi decretado.
A desforra dos Gracie viria em julho de 1956, novamente testemunhada por um Maracanãzinho lotado. Dessa vez foi vale-tudo, já que o veto contra a modalidade havia sido revogado. Carlson não desperdiçou a oportunidade de vingar seu tio e bateu para valer em Waldemar. Tanto que aos 9 minutos e 20 segundos do 4º assalto, o Leopardo Negro acabou derrotado por nocaute técnico. Seu córner não teve outra alternativa a não ser jogar a toalha. A vitória de Carlson lavou a alma dos Gracie e deu origem a uma novela que se arrastaria por mais quatro novos confrontos. Carlson só repetiria a vitória em 1957, mesmo assim por pontos. Nas outras três lutas, Waldemar sustentaria novos empates.
Carlson encerrou sua carreira em 18 de dezembro 1970, com a última luta da série de seis que fez contra Waldemar. O confronto, que terminou empatado, foi realizado no Colégio Marista, em Brasília, por iniciativa do próprio Waldemar.

## Duelo contra Masahiko Kimura
Em 1959, aos 27 anos de idade, Waldemar Santana desafiou Masahiko Kimura, o famoso judoca japonês que viria ao Brasil pela última vez naquele ano. Kimura aceitou o convite para a luta com direito a uma revanche dez dias depois. Mentorado por Carlson Gracie, Waldemar, na época, pesava cerca de 93 kg e tinha por volta de 1,83 m de altura.
A luta ocorrida no estádio do Maracanãzinho em primeiro de julho daquele ano, foi dividida em quatro rounds de 10 minutos, seguindo as regras do wrestling. Kimura, utilizando-se do mesmo golpe que anteriormente derrotara Hélio Gracie, venceu o primeiro duelo contra Waldemar.
A revanche, ocorrida no dia 12 de julho, terminou em empate entre Waldemar e Kimura após um combate de quarenta minutos seguindo as regras do vale-tudo, especialidade de Waldemar.

## Reconciliação e ida para Brasília
Waldemar conseguiu o que parecia impossível para a época: manter a rivalidade com os Gracie apenas no ringue. Jamais deixou de respeitar Hélio, e nutria grande apreço por Carlson. Em 1964, um acontecimento encerrou definitivamente qualquer animosidade entre as duas famílias. Waldemar, amigo e chefe da segurança de Elói Dutra, que fora vice-governador do Rio de Janeiro, acabou preso acusado de ser comunista. Durante um mês dividiu a mesma cela com o ator e compositor Mário Lago.
Inconformada com a situação do marido, Waldimarina Santana, esposa de Waldemar, foi bater na porta de ninguém menos do que Hélio Gracie para ajudá-la a tirar Waldemar da cadeia pois ele conhecia muitos políticos e autoridades influentes e acabou ajudando. Àquelas alturas Waldemar já se dividia entre sua academia em Salvador e a academia no Rio de Janeiro, dirigida pelo seu irmão Valdo.
Foi aí que, aproveitando um convite para dar aulas na Academia Nacional de Polícia, resolveu ir para Brasília. Lá permaneceu durante 13 anos, promovendo lutas, lutando e dando aulas. No final da década de 70, Waldemar sofreu um grave acidente de automóvel, quebrando o fêmur e precisando ficar hospitalizado.
A saúde do Leopardo nunca mais seria a mesma. Em 1982, dois anos depois de abrir uma academia no Centro Comercial de Brasília, Waldemar teve dois derrames e resolveu que era hora de retornar a sua terra natal. Um novo derrame levaria o ídolo baiano a falecer aos 54 anos no dia 29 de agosto de 1984, no Hospital Espanhol de Salvador.